# Livadia (1873)
Livadia fue un yate imperial ruso de la Casa de Romanov construido en 1869-1873 por Leopold Schwede en Nikolaev. Sirvió en el Mar Negro. El Livadia fue el único yate imperial ruso que estuvo en servicio activo en combate durante la guerra ruso-turca de 1877-1878. Del 21 al 22 de octubre de 1878 encalló cerca del cabo Tarjankut en Crimea y se hundió.
En 1860, el almirante general de la Armada Imperial Rusa, el duque Constantino, convirtió el Tigr, un vapor de ruedas de tres mástiles construido entre 1855 y 1858, en un yate para los Romanov. El Tigr de 62 metros de largo no tenía el espacio y las comodidades que esperaban sus distinguidos patrocinadores, y en 1868 el gobierno discutió ordenar su reemplazo en Inglaterra. Esta propuesta fue descartada y el puesto fue otorgado al capitán Leopold Schwede del Almirantazgo Nikolaev. Las obras comenzaron a finales de 1869, aunque oficialmente Livadia no se construyó hasta marzo de 1870.
Livadia, que desplazó 1.965 toneladas, era más pequeño que su homólogo del Mar Báltico, Derzhava (lanzado en 1871, 3.114 toneladas), pero igualaba en tamaño y comodidad a las suites imperiales diseñadas por Ippolit Monighetti.
Livadia pasó el verano de 1873 en el Mar Negro, atendiendo a los Romanov en su corta ruta de Sebastopol a Yalta. En marzo de 1874 partió para un largo viaje de entrenamiento por el mar Mediterráneo y, según se informa, sobrevivió a una tormenta de fuerza 11. Tras el estallido de la guerra ruso-turca de 1877-1878 se convirtió en un crucero auxiliar armado. El 21 de agosto de 1877, Livadia hundió una goleta turca, pero fue descubierto por dos acorazados turcos y sobrevivió a una persecución de 18 horas.
En la tarde del 21 de octubre de 1878, Livadia partió de Sebastopol hacia Odessa. Alguna urgencia desconocida obligó al capitán a navegar hasta bien entrada la noche en un clima inclemente. Ninguno de los Romanov estaba a bordo. En la brumosa mañana del 22 de octubre de 1878, el Livadia encalló cerca del faro de Tarjankut, el vórtice occidental de la península de Crimea (45°20′52″N 32°29′46″E / 45.34778, 32.49611). La tripulación llegó sana y salva a la orilla y rescató la mayor parte del mobiliario real. El salvamento del barco fracasó y 47 días después del accidente el casco del Livadia fue destruido por las olas.
En 1880 se le dio el nombre de Livadia a un yate experimental construido para los Romanov en Escocia.
El pecio del Livadia todavía son visibles en las aguas poco profundas cerca del cabo. Durante décadas los buzos los conocieron simplemente como "ese pequeño barco de vapor"; La identidad del barco fue confirmada en octubre de 2008. Los buzos de Tula examinaron los restos del naufragio e informaron que el casco de madera se había desintegrado por completo. Aún se podían identificar restos de la cubierta y del revestimiento de cobre. Los sensores mostraron la presencia de más metal en la arena.